# Consouling Sounds
Consouling Sounds is een Gents platenlabel opgericht in 2008. Het label is gespecialiseerd in het uitbrengen van Post-, Doom- en Ambient-releases.
Het label is gekend van releases van onder andere de sludgemetalband Amenra, Kiss the Anus of a Black Cat (heruitgaves van twee eerste albums onder 9000 Records), The Black Heart Rebellion, Jozef van Wissem en Astrid Stockman.